# Reinbek
Reinbek település Németországban, Schleswig-Holstein tartományban. Lakosainak száma 28 579 fő (2023. december 31.). Reinbek Hamburg, Witzhave, Glinde, Barsbüttel, Brunsbek és Bergedorf községekkel határos.

## Népesség
A település népességének változása:
| Lakosok száma | 23 769 | 27 048 | 27 409 | 27 649 | 27 649 | 28 277 | 28 536 | 28 579 |
|               | 1975   | 2015   | 2017   | 2018   | 2019   | 2021   | 2022   | 2023   |